# Khăn quàng đỏ

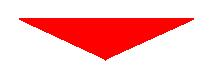
Hình dáng khăn quàng đỏ

Khăn quàng đỏ hay Khăn đỏ là biểu tượng và đồng phục của đội viên Đội Thiếu niên Tiền phong Hồ Chí Minh, cũng như một số tổ chức thiếu niên tại các quốc gia xã hội chủ nghĩa. Khăn quàng đỏ thường là một miếng vải màu đỏ hình tam giác cân, cạnh đáy tối thiểu là 1 mét, đường cao bằng 1/4 cạnh đáy, thường làm từ vải bông, lụa hoặc valise.
Khăn quàng đỏ được thắt lên cổ áo, theo một quy tắc nhất định. Đội viên đeo khăn quàng đỏ trong mọi hoạt động của tổ chức Đội. Tại Việt Nam, Khăn quàng đỏ thường được mang bởi học sinh là Đội viên Đội Thiếu niên Tiền phong Hồ Chí Minh tại các Trường Tiểu học, Trung học cơ sở.

## Ý nghĩa
Khăn quàng đỏ là một khăn quàng màu đỏ, cũng như một số loại trang phục, có ý nghĩa là biểu trưng cho một tập thể, một tổ chức nào đó, hoặc biểu thị cho một tư cách, địa vị xã hội. Một thiếu niên Việt Nam đeo khăn quàng đỏ là biểu trưng cho việc người đó đã gia nhập Đội Thiếu niên Tiền phong, cũng giống như chiếc áo nâu của một nhà sư nói lên việc nhà sư thuộc giáo hội Tăng già (Bắc Tông), chiếc áo vàng quấn quanh thân của một nhà sư nói lên nhà sư ấy thuộc phái Nam Tông...
Ngoài ý nghĩa đó, ba góc của chiếc khăn quàng đỏ hình tam giác còn được nhiều người theo chủ nghĩa cộng sản  hay xã hội chủ nghĩa cho là biểu trưng của sự liên kết giữa ba thế hệ trong gia đình và ba tổ chức nòng cốt của chủ nghĩa xã hội: thế hệ cha - thế hệ anh - thế hệ em tương ứng với ba tổ chức Đảng Cộng sản - Đoàn Thanh niên Cộng sản - Đội thiếu niên tiền phong. Đây là điều mà trước đây các gia đình có ba thế hệ đều theo lý tưởng của và phục vụ cho Đảng Cộng sản rất tự hào.

### Việt Nam

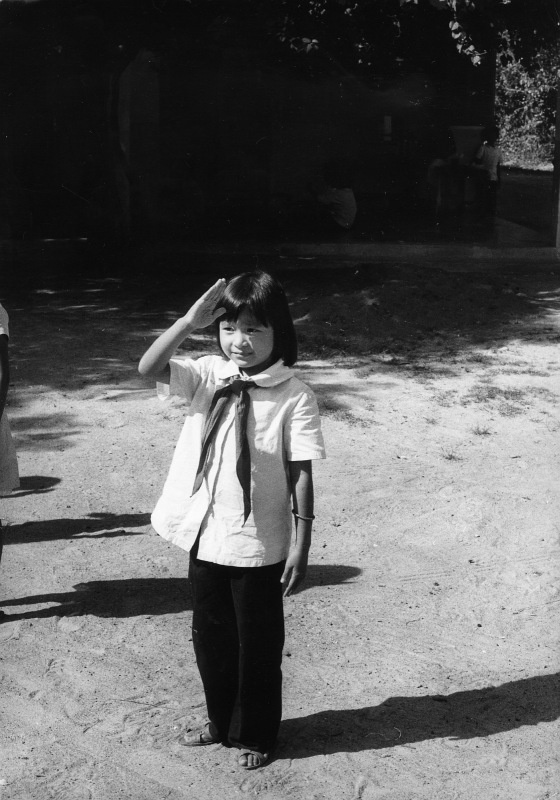
Đội viên (học sinh ở một trại trẻ mồ côi tại Việt Nam) đeo khăn quàng đỏ và chào kiểu Đội viên (chụp năm 1978)

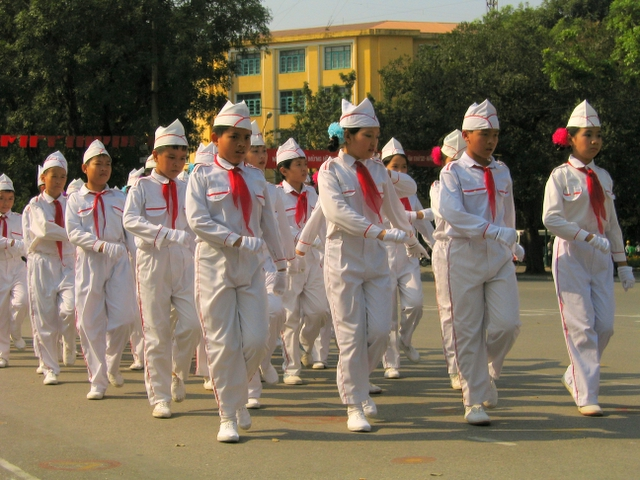
Đội nghi lễ tại Đại hội Thể thao Đông Nam Á 2003.

Khăn quàng đỏ là 01 trong 05 biểu trưng của Đội Thiếu niên Tiền phong Hồ Chí Minh (bên cạnh cờ Đội, huy hiệu Đội, khẩu hiệu Đội, Đội ca).

Ý nghĩa của khăn quàng đỏ của Đội Thiếu niên Tiền phong Hồ Chí Minh:
Khăn quàng đỏ là một phần cờ Tổ quốc, màu đỏ tượng trưng cho lý tưởng cách mạng. Đeo khăn quàng đỏ, đội viên Đội Thiếu niên Tiền phong Hồ Chí Minh tự hào về Tổ quốc, về Đảng Cộng sản Việt Nam, về Bác Hồ vĩ đại, về nhân dân Việt Nam anh hùng và nguyện phấn đấu để trở thành đoàn viên Đoàn Thanh niên Cộng sản Hồ Chí Minh.

## Kiểu thắt

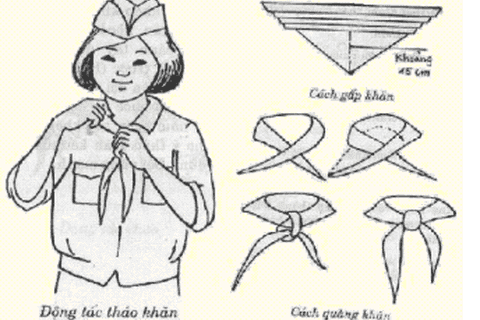
Cách đeo khăn quàng đỏ của Việt Nam

### Việt Nam

#### Cách thắt khăn
1. Tay phải cầm một phần ba chiều dài của khăn.
2. Dùng hai tay dựng cổ áo.
3. Tay trái vuốt nhẹ chiều dài mép khăn, cầm một phần hai phần dải khăn còn lại.
4. Gấp xếp đổi chiều cạnh đáy khăn, để phần chiều cao khăn còn khoảng 15 cm.
5. Đặt khăn vào cổ áo, so hai đầu khăn bằng nhau.
6. Đặt dải khăn bên trái lên trên dải khăn bên phải, vòng đuôi khăn bên trái vào trong, đưa lên kéo ra phía ngoài tạo thành nút thứ nhất với dải khăn bên phải (vị trí nút khăn tương đương với khuy áo thứ hai từ trên xuống).
7. Lấy dải khăn bên trái vòng xuống phía dưới dải khăn bên phải theo chiều từ trái sang phải và buộc tiếp thành nút thứ hai với dải khăn bên phải.
8. Chỉnh cho hai dải khăn xòe ra, sửa nút khăn vuông vắn, chỉnh đỉnh khăn nằm giữa sống lưng, bẻ cổ áo xuống.[3]

#### Cách tháo khăn
Tay trái cầm nút khăn, tay phải cầm dải khăn phải phía trên nút, rút khăn ra.

### Liên Xô
Trước khi Liên Xô tan rã năm 1991, học sinh các trường phổ thông cơ sở của Liên Xô cũng đeo khăn quàng đỏ khi gia nhập Đội Thiếu niên Tiền phong Lenin. Nhưng quy tắc thắt khăn quàng đỏ ở Liên Xô có khác với Việt Nam.

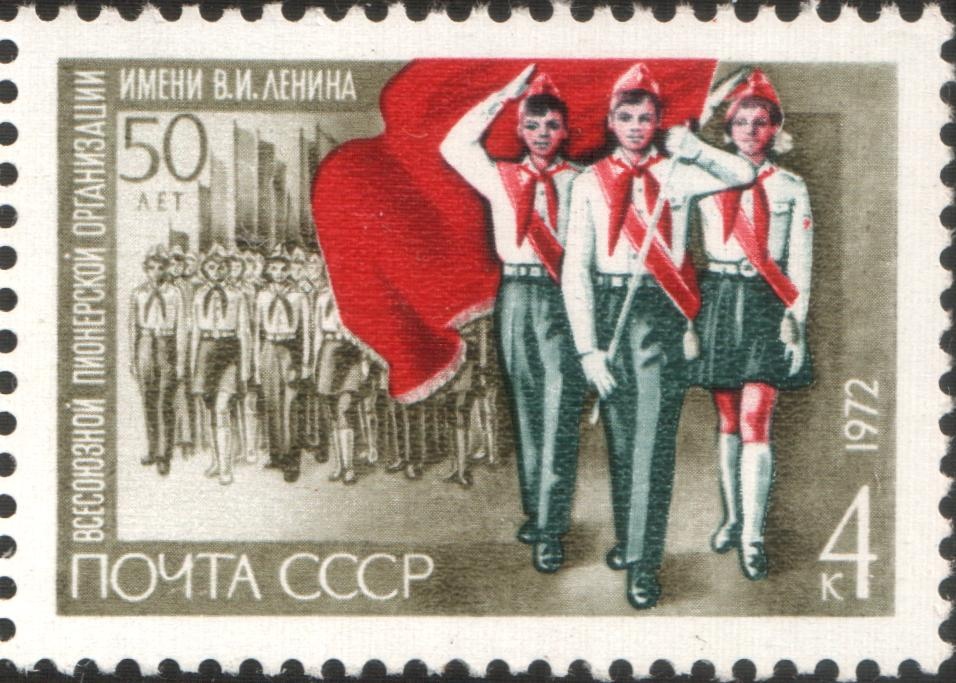
Tem kỷ niệm 50 năm thành lập Đội Thiếu niên Tiền phong Liên Xô
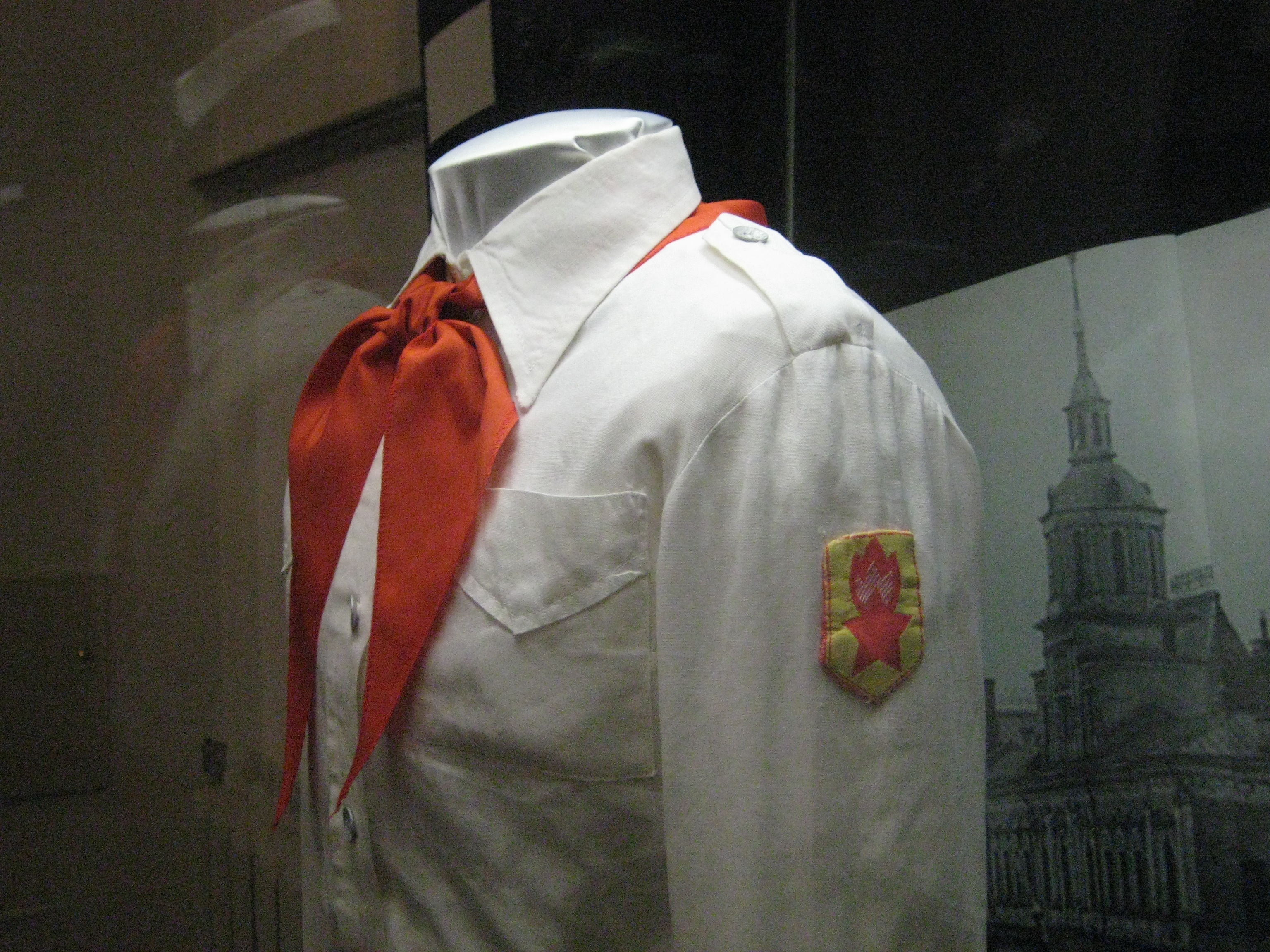
Đồng phục Đội viên Đội Thiếu niên Tiền phong Liên Xô với khăn quàng đỏ, trưng bày trong Bảo tàng lịch sử quốc gia Moscow

### Đông Đức
Ở Cộng hòa Dân chủ Đức (Đông Đức) trước đây nó lại có màu xanh lam (khăn quàng xanh), một phần để không gợi lại ký ức của Chiến tranh thế giới thứ hai trước đó. Nhưng từ năm 1973, các đội viên Thälmann đeo khăn quàng đỏ giống kiểu của Liên Xô.